# Dondelange
Dondelange (en luxemburgués: Dondel; en alemany: Dondelingen) és una vila de la comuna de Kehlen  del districte de Luxemburg al cantó de Capellen. Està a uns 13 km de distància de la Ciutat de Luxemburg.